# Sierra de Baoruco
La Sierra de Baoruco è un massiccio montuoso situato nella parte occidentale della Repubblica Dominicana presso la frontiera con Haiti. Questa catena montuosa, dall'altitudine media di 600 m, si estende attraverso le province di Barahona, Independencia e Pedernales. Parte dell'area costituisce il Parque Nacional Sierra de Bahoruco, riserva della biosfera protetta.

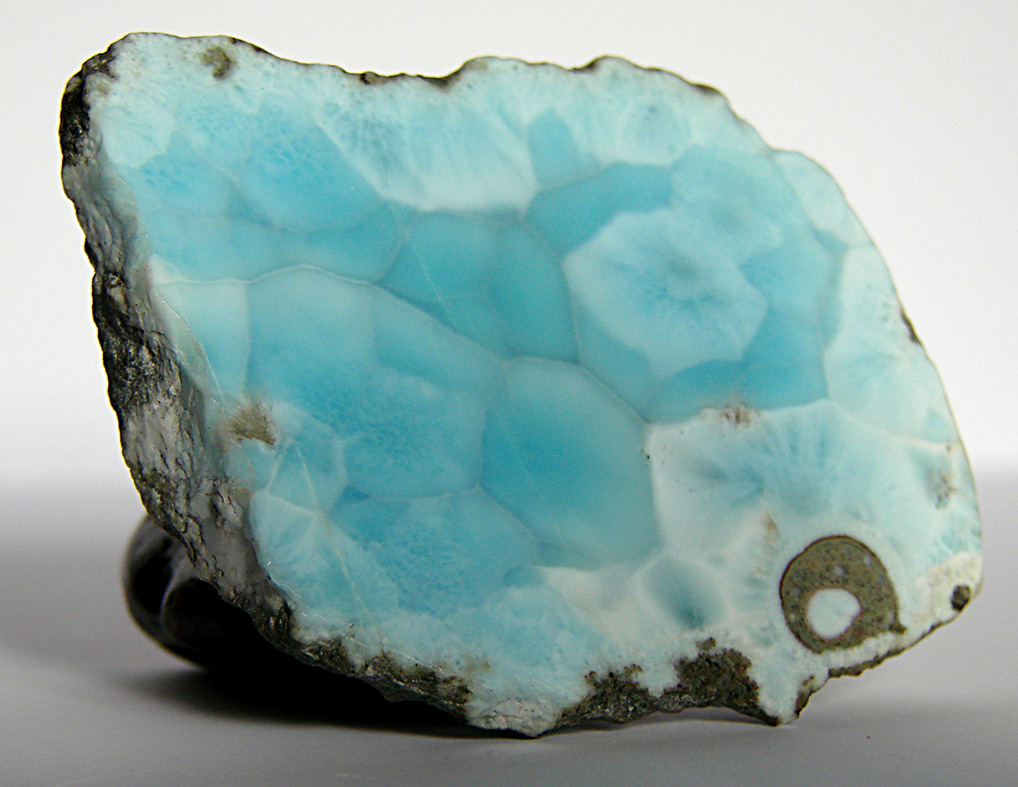
Il larimar, una pectolite propria della Sierra de Baoruco.

Costituisce un prolungamento del Massif de la Selle, una catena montuosa che attraversa la repubblica di Haiti.
La Sierra de Baoruco è rinomata per una roccia bluastra che si rinviene unicamente in questo luogo, il larimar, una pectolite di colore blu. Inoltre, è ricca di giacimenti di sale e di gesso (Salinas Barahona e Laguna de Oviedo).